# 有沢佳映
有沢 佳映（ありさわ かえ、1974年 - ）は、日本の児童文学作家。群馬県前橋市在住。『アナザー修学旅行』で第50回講談社児童文学新人賞を受賞しデビュー。

## 略歴
昭和女子大学短期大学部国語国文学科卒業。 図書館、書店などに勤務。2013年まで公立図書館嘱託職員。
2009年、『アナザー修学旅行』で第50回講談社児童文学新人賞を受賞しデビュー。2014年には、『かさねちゃんにきいてみな』で第24回椋鳩十児童文学賞、第47回日本児童文学者協会新人賞受賞。

## 作品
- 『アナザー修学旅行』（2010年6月 講談社）ISBN 978-4062162906
- 『かさねちゃんにきいてみな』（2013年5月 講談社）ISBN 978-4062183253
- 『お庭番デイズ　逢沢学園女子寮日記　上』（2020年7月 講談社）ISBN 978-4065197004
- 『お庭番デイズ　逢沢学園女子寮日記　下』（2020年7月 講談社）ISBN 978-4065197011

### 単行本未収録作品
- 友達の絵（日本児童文学者協会編「日本児童文学」2015年1-2月号 小峰書店）